# Ladislav Pones
Ladislav Pones [ladislau poněs] (28. března 1935 Nové Zámky – 16. července 2019), uváděný také jako Ladislav Ponesz, byl slovenský fotbalový útočník a trenér. Žil v Nových Zámcích.

## Hráčská kariéra
Novozámecký rodák a odchovanec hrál v československé lize za Duklu Praha, vstřelil jednu prvoligovou branku. S pražskou Duklou vyhrál mistrovský titul v sezonách 1956 a 1957/58.

### Reprezentace
Byl juniorským reprezentantem Československa.

### Prvoligová bilance
| Ročník             | Zápasy | Góly | Minuty | Klub           |
| ------------------ | ------ | ---- | ------ | -------------- |
| I. liga 1956       | 2      | 0    | 180    | AS Dukla Praha |
| I. liga 1957/58    | 3      | 1    | 270    | AS Dukla Praha |
| CELKEM I. ČS. LIGA | 5      | 1    | 450    |                |

## Trenérská kariéra
Po skončení hráčské kariéry se stal trenérem. Od roku 1969 působil jako hrající trenér v Kolárovu, Tvrdošovcích, Vojnicích a ve Slovanu Levice. Později vedl B-mužstvo a dorostence Nových Zámků. Trénoval také v Imeli a Šuranech (do roku 1985).